# .th
.th es el dominio de nivel superior geográfico (ccTLD) para Tailandia.